# Albert Rapp
Albert Christian Rapp (* 16. November 1908 in Schorndorf; † 18. September 1975 in Hohenasperg) war ein deutscher Jurist und SS-Standartenführer. Ab 1940 war Rapp Leiter der „Umwandererzentralstelle“ Posen sowie später Führer des Sonderkommandos 7a bei den Einsatzgruppen der Sicherheitspolizei und des SD. Als Kriegsverbrecher 1965 verurteilt.

## Frühe Jahre
Rapp absolvierte in seiner Heimatstadt die Real- und Lateinschule, die er 1924 mit der Obersekundareife (entspricht in etwa der Mittleren Reife) abschloss. Anschließend machte er Praktika im Bauhandwerk und bildete sich an der Höheren Bauschule in Stuttgart weiter, die er 1926 als Bautechniker verließ. Auf dem Realgymnasium in Schwäbisch Gmünd erlangte Rapp 1928 das Abitur und studierte anschließend bis 1933 an den Universitäten München und Tübingen Rechtswissenschaft. Nach seiner Referendariatszeit legte er 1936 das Assessorexamen ab.
Politisch betätigte sich Rapp bereits während seiner Jugendzeit in einer rechtsradikalen Jugendgruppe und trat 1925 der Nationalsozialistischen Freiheitsbewegung Württemberg sowie dem Bund Oberland bei. Zum 1. Dezember 1931 trat er der NSDAP (Mitgliedsnummer 774.433) und im Oktober 1932 der SA bei. Schon während seiner Studienzeit in Tübingen hatte Rapp mit nationalsozialistisch gesinnten Kommilitonen an Aufmärschen und Saalschlachten teilgenommen, darunter u. a. Erich Ehrlinger, Martin Sandberger und Eugen Steimle.
Nachdem er das Referendariat 1936 mit dem Assessorexamen beendet hatte, wurde Rapp hauptamtlicher Referent in Karlsruhe beim SD-Unterabschnitt in Baden. Zeitgleich wurde er Angehöriger des SD und wechselte zum 1. Juni 1936 von der SA in die SS über (SS-Nummer 280.341). 1937 wurde Rapp als Hauptabteilungsleiter in den SD-Oberabschnitt Ost unter Erich Naumann versetzt. Mit Beginn des Jahres 1939 fungierte Rapp als Stabsführer bei der Zentralabteilung II/2 im Berliner SD-Hauptamt.

## Zweiter Weltkrieg

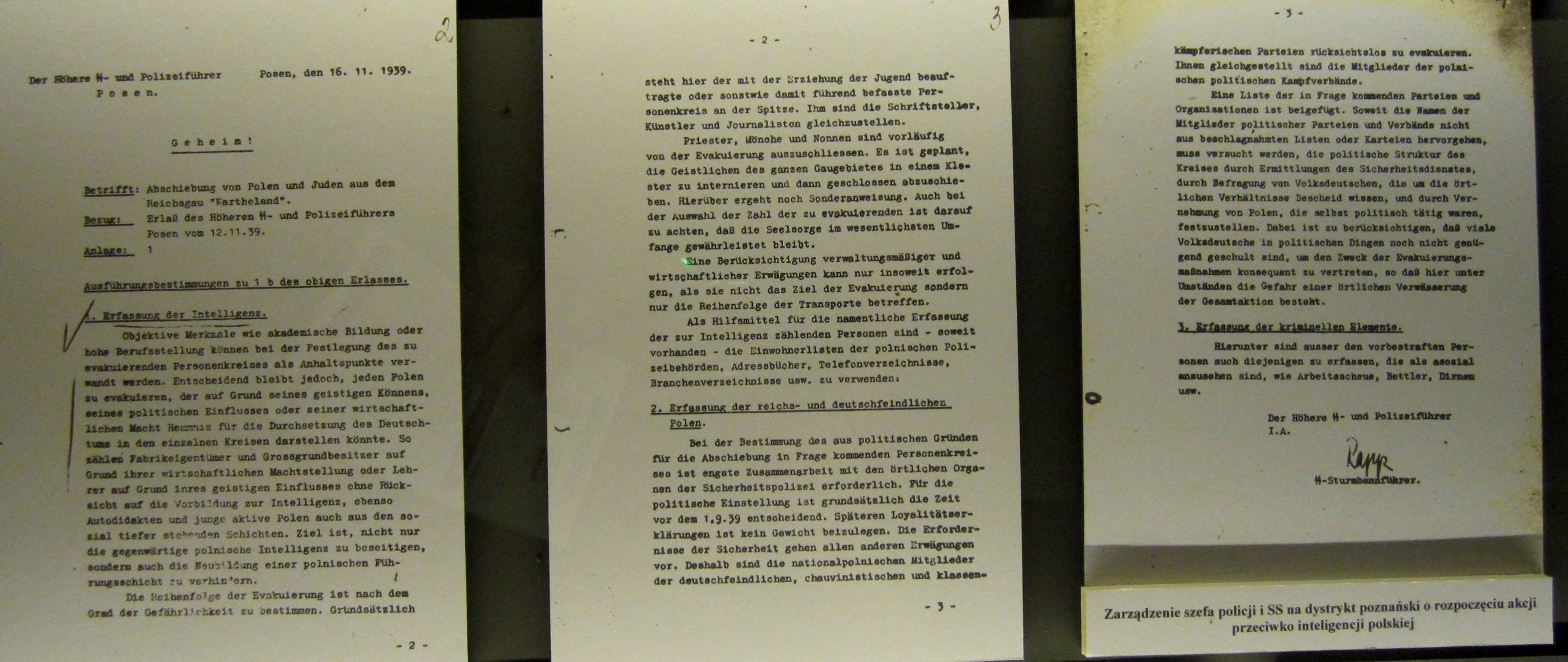
Abschiebung von Polen und Juden aus dem Reichsgau Wartheland

Nach Beginn des Zweiten Weltkrieges wurde Rapp im Zuge des Überfalls auf Polen bei der Einsatzgruppe VI unter Erich Naumann SD-Leiter. Von Posen aus leitete er anschließend den SD-Leitabschnitt und war dem Höheren SS- und Polizeiführer Warthegau Wilhelm Koppe unterstellt. In dieser Funktion leitete er die Deportation von Juden aus dem Warthegau in das Generalgouvernement. Nach seinen Aussagen wurden im November/Dezember 1939 so etwa 80.000 Menschen umgesiedelt. Ab April 1940 leitete er den SD-Abschnitt Süd in München. Bei der SS stieg Rapp im Januar 1941 bis zum SS-Obersturmbannführer auf. Gehörte in den Jahren 1940/1941 zu einer Auswahlkommission des RSHA, die Bewerber für Führerlehrgänge aus den Reihen der SS-Angehörigen, der Sicherheitspolizei und der Gestapo auswählte.
Zwischen Mitte Februar 1942 und Ende Januar 1943 war Rapp Führer des Sonderkommando 7a bei der Einsatzgruppe B und leitete dort die Massenerschießung von Juden. Aufgrund einer Verwundung wurde Rapp anschließend Inspekteur der Sicherheitspolizei und des SD (IdS) in Braunschweig und musste sich noch 1943 einem SS-Disziplinarverfahren unterziehen. Auslöser für dieses Verfahren waren Schüsse, die Rapp im alkoholisierten Zustand bei seinem Einsatz in Russland auf eine SS-Unterkunft abgegeben hatte. Aufgrund der Gefährdung von Kommandoangehörigen wurde Rapp mit 14 Tagen Ausgehverbot belegt. Diese Strafe musste er jedoch kriegsbedingt nicht antreten. Von Anfang November 1944 bis zum Frühjahr 1945 war Rapp als Gruppenleiter im Hauptamt VI C des Reichssicherheitshauptamtes (RSHA) eingesetzt und wurde letzter Leiter des Unternehmens Zeppelin. Im Zuge der Schlacht um Berlin setzte sich Rapp mit weiterem Personal des RSHA unter der Leitung von Otto Ohlendorf nach Flensburg ab.

## Nachkriegszeit
Nach dem Kriegsende tauchte Rapp mit seiner Sekretärin unter und legte sich Papiere auf den Falschnamen Alfred Ruppert zu. Über seine Sekretärin hielt er Kontakt zu seiner Ehefrau. Zunächst war Rapp in einem niedersächsischen Dorf als Gelegenheitsarbeiter in der Landwirtschaft tätig. Ab 1949 war er als freier Mitarbeiter bei einem Vertrieb für Fachzeitschriften beschäftigt und arbeitete ab 1950 erfolgreich für einen Verlag in Essen. Er wurde Redakteur bei der von ihm begründeten Zeitschrift Der Innenarchitekt und war beim Bund Deutscher Architekten Pressereferent sowie Beisitzer im dortigen Vorstand.

### Prozess
Durch ein Ermittlungsverfahren gegen einen ehemaligen Verwaltungsführer des SK 7a stieß der ermittelnde Staatsanwalt von der Zentralen Stelle der Landesjustizverwaltungen 1960 u. a. auch auf dessen damaligen Vorgesetzten Rapp, gegen den nun ebenfalls ermittelt wurde. Am 21. Februar 1961 wurde Rapp verhaftet und vorerst in Haft genommen. Aufgrund der gegen ihn vorliegenden erdrückenden Beweislage versuchte Rapp im Frühjahr 1963 einen Suizid, überlebte aber. Die Hauptverhandlung im Prozess gegen Rapp wurde am 12. Oktober 1964 eröffnet. Gegen Rapp sagten ebenfalls in den Fokus der Justiz geratene ehemalige Angehörige des SK 7a aus, so soll „Rapps Eintreffen die Massenerschießungen im Winter 1942 verursacht“ haben. Das Schwurgericht am Landgericht Essen verurteilte Rapp aufgrund des Tatvorwurfs des gemeinschaftlichen Mordes aus niedrigen Beweggründen an mindestens 1.180 Menschen am 29. März 1965 zu lebenslanger Haft. Das Schwurgericht stellte zu Rapps Verbrechen fest, dass diese in „Eigeninitiative“ und mit „Eifer“ ausgeführten Taten alle Mordmerkmale erfüllen würden und er selbst kein Gehilfe, sondern Mittäter gewesen sei. Ein Revisionsantrag von Rapps Verteidiger wurde durch den Bundesgerichtshof am 1. Juli 1966 zurückgewiesen. Im Jahre 1975 ist er in Haft gestorben.